# Decanter (revista)
Decanter es una marca de medios de comunicación y revista mensual relacionada con el vino. Incluye una impresión y revista digital, acontecimientos de cata de vinos, y organiza también el concurso de vino mundial Decanter World Wine Awards.
La revista, publicada en aproximadamente 90 países en una base mensual, incluye noticias sobre la industria, guías de vendimia y vino y recomendaciones de variedades.

## Decanter World Wine Awards
Decanter World Wine Awards (DWWA) es una competición de vino fundada en 2004. Con encima de 15,000 entradas por año, el DWWA es la competición de vino más grande del mundo. Los resultados de la competición se publican en el sitio web y en la edición de agosto de la revista Decanter.